# Fluopyram
Le fluopyram, ou fluopyrame, est un fongicide, une sous classe de pesticides utilisé en agriculture contre diverses affections fongiques telles que l'oïdium, la tavelure du pommier, et les affections à Botrytis cinerea, Alternaria, Sclerotinia et Monilinia. Il s'agit d'un inhibiteur de la respiration cellulaire qui agit en bloquant la succinate déshydrogénase (complexe II de la chaîne respiratoire). Il fait partie de la famille des pesticides SDHI. Cette inhibition de la fonction respiratoire des mitochondries est valable pour quasiment tous les êtres vivants, ce qui les rend non spécifiques. De ce fait, ils sont aussi vendus comme nématicides.